# Мохамед, Камил Абдулкадер
 Абдулкадер Камил Мохамед  (фр. Abdoulkader Kamil Mohamed, араб. عبد القادر كميل محمد‎; род. 1 июля 1951, Суали, регион Обок) — премьер-министр Джибути.

## Биография
Учился в университете Лиможа во Франции, где получил степень магистра технических наук по специализации в управлении водными ресурсами и охране окружающей среды.
Начал профессиональную карьеру работой в национальном агентстве, управляющем водными ресурсами страны, ONEAD (Office national de l’Eau et de l’Assainissement de Djibouti). В 1978—1979 годах исполнял обязанности его временного генерального директора, а в 1983—2005 годах был генеральным директором.

### Политическая деятельность
В 2005 году назначен на должность министра земледелия, животноводства, морских и водных ресурсов в правительстве Дилейты Мохамеда Дилейты. Как министр в 2006—2007 годах обеспечил создание более двадцати колодцев на внутренних территориях, что помогло уменьшить проблемы, связанные с доступом к воде. В 2007—2009 годах при поддержке МВФ, Всемирного банка, Исламского банка развития, Международного фонда сельскохозяйственного развития начал реализацию национальной программы продовольственной безопасности. Кроме того, имел отношение к созданию первой в Джибути лаборатории, занимающейся контролем качества продуктов питания. В мае 2011 года занял должность министра национальной обороны.
В 1981 году стал членом правящего Народного объединения за прогресс. Занимал несколько должностей в структурах партии, а в сентябре 2012 года стал заместителем её председателя. В ноябре 2012 года стал лидером Союза за президентское большинство — провластной коалиции президента Исмаила Омара Гелле, в которую среди прочих вошло и Народное объединение за прогресс.
После парламентских выборов 10 февраля 2008 года получил мандат депутата Национального собрания. После победных для его партии очередных выборов, проведенных 22 февраля 2013 года, был избран в парламент повторно.
В связи с формированием после выборов нового кабинета президент Гелле 31 марта 2013 года назначил Абдулкадера Камила Мухамада премьер-министром страны. В должность вступил 1 апреля 2013 года, заменив Дилейту Мохамеда Дилейту, который был премьером 12 лет перед этим.